# Űrlottó
Az Űrlottó (Solar Lottery) Philip K. Dick amerikai író 1954-ben írt, első tudományos-fantasztikus regénye, amelyet 1955 májusában jelentett meg az Ace Books. A szerző a művének eredetileg A Kvízmester mindent visz címet adta, de a kiadó ezt megváltoztatta. Több olyan témát tartalmaz, amelyek későbbi munkáiban is jelen vannak: például telepaták alkalmazása bűnmegelőzésre, az űrutazás, a földi kasztrendszer és a munkatáborok, robotszolgák, a gondolatátvitel, az androidok, az internet(előd) = az ipviv.

## Történet
|  | Alább a cselekmény részletei következnek! |

A regény 2203-ban játszódik a Föld bolygón, amely a Kilenc Bolygó Szövetségének tagja. Ez egyfajta feudális–kapitalista társadalom, ahol a hatalom valójában az óriásvállalatok kezében összpontosul. A lakosságot minősített (képesített) és nem minősített (képesítetlen) állampolgárokra osztják, és ez utóbbiakat rabszolgákként kezelik. A munkaviszony a hűségeskün alapul, amely megfelel az önkéntes rabszolgaságba lépésnek. Az eskü megszegése halállal büntetendő.
Ted Benteley, egy mérnök, aki elégedetlen az élethelyzetével, és éppen akkor esküszik hűséget Reese Verricknek, a régóta tevékenykedő kvízmesternek (világelnöknek), amikor váratlanul, véletlenszerűen, lottóhúzáshoz hasonlóan egy új kvízmestert választ ki a rendszer. Leon Cartwright prestonita lett az új szerencsés, akit hivatalában a Telepatagárda véd. Verricknek joga és lehetősége van egy kiválasztott bérgyilkost küldeni az új kvízmesterre. A Cartwrightot védő telepatikus biztonsági háló leküzdésére Verrick és csapata kifejleszt egy androidot. Keith Pellig az android, akit több önkéntes elméje irányít. Herb Moore határozza meg a technikusok sorrendjét a tudatátvitelkor Pellig fejébe. A távoli bérgyilkos irányításának ez a módja a telepatikus védők teljes összezavarodását okozza. Peter Wakeman biztonsági főnök úgy dönt, hogy elrejti Cartwrightot egy titkos holdi bázison.
|  | Itt a vége a cselekmény részletezésének! |

## Főszereplők
- Ted Benteley, mérnök
- Reese Verrick, korábbi világelnök
- Leon Cartwright, az új kvízmester
- Herb Moore, Verrick embere
- Keith Pellig, bérgyilkos
- Eleanor Stevens, telepata lány
- Peter Wakeman, a gárda vezetője
- Rita O’Neill, Cartwright unokahúga

## Vélemények
- Anthony Boucher méltatta a regényt, megjegyezve, hogy az Űrlottó „Heinlein részletekkel és Kornbluth szatírájával készült”. Azt állította, hogy Dick a jövő furcsa, rendkívül meggyőző és önmaga iránt következetes jövő társadalmát teremtette meg. Ugyanakkor azt hiányolta, hogy ennek a bemutatása az izgalmas, kontrasztos cselekmény végére elenyészett.
- Az 1977-es megjelenéskor Robert Silverberg megjegyezte, hogy a regény az 1960-as évek radikalizálódott Dickjének cinizmusát jelképezi.

## Megjelenések
A regény az Egyesült Államokban dupla könyvként (Ace Double) jelent meg Leigh Brackett The Big Jump című művével együtt (D-103). Az 1955-ös kiadás 131 oldalas volt, 1959-ben publikálták a regény szabványos formátumú kiadását (188 oldal).

### Magyarul
- Űrlottó; ford.: Pék Zoltán, Agave Könyvek, Bp., 2020 (202 oldal)[3]

## Fordítás
- Ez a szócikk részben vagy egészben  a   Solar Lottery című angol Wikipédia-szócikk ezen változatának fordításán alapul.  Az eredeti cikk szerkesztőit annak laptörténete sorolja fel. Ez a jelzés csupán a megfogalmazás eredetét és a szerzői jogokat jelzi, nem szolgál a cikkben szereplő információk forrásmegjelöléseként.